# Ducat de Gascunya
El ducat de Gascunya fou una jurisdicció feudal del sud-oest de França, que ocupava la part sud d'Aquitània (vegeu Gascunya).
Sota domini dels merovingis des del 507, el control corresponia a ducs nomenats pels reis. El duc Desideri fou lleial a Khilperic de Nèustria, i el 584, a la mort del rei, va donar suport a Gondobald, pretès fill de Clotari I (ex rei de Soissons) que estava refugiat a la cort de l'Imperi Romà d'Orient i havia retornat a reclamar els seus drets, i que va obtenir també el de molts altres nobles com Gontra Bosó, suposat duc d'Alvèrnia; Gondobald es va proclamar rei a Aquitània a la ciutat de Brive, però derrotat a Lió, la rebel·lió es va acabar i molts dels nobles revoltat van ser executats (Gontra Bosó va fugir); Desideri va ser perdonat per Fredegunda però a l'any següent va voler ampliar els seus dominis cap a la Septimània visigoda, que s'havia revoltat, i va morir en un combat a Carcassona el 587.
A partir d'aquest moment els vascons dels Pirineus van començar a poblar les planes d'Aquitània més o menys pacíficament. El duc Astrobald no va aconseguir expulsar-los. El 602 i 607 els reis merovingis Teodobert II i Teodoric II reuniren forts exercits per combatre'ls, i els vascons van haver de pagar tributs i acceptar l'autoritat d'un dux de Wasconia que es deia Genial i que governaria sobre els vascons i gal·loromans de la Novempopulania.
Sembla que aquest Genial va aconseguir governar en pau segons diu Fredegari a la "Crònica General". Aquest és l'origen del ducat de Gascunya (derivació de Wasconia). Al morir Genial (vers 627) el va succeir Aichinà o Aighí (encara que de vegades s'ha pensat en dos personatges diferents, Aichuinà i Aighñi serien la mateixa persona), al qual l'apòcrifa carta d'Alaó fa fill de l'antic governador d'Aquitània, Seré, i germà d'Amand de Gascunya, però que basats en documents de més confiança fou un duc d'origen saxó, contra el que els vascons que es van rebel·lar el mateix 627.
El rei Dagobert I, considerant el perill vascó, va segregar una part d'Aquitània (Tolosa, Carcí, Agenès, Périgord i Santonya), amb capital a Tolosa, i la va entregar al seu germà Caribert II (628-631), qui va derrotar els vascons cap al 629/631. Caribert sembla que s'havia casat amb Gisela, la suposada neboda del duc Aichinà (mort el 628) i filla del duc Amand, però aquest enllaç (i la mateixa Gisela i Amand) no haurien existit mai.
L'abril del 632 va succeir a Caribert el seu fill Khilperic d'Aquitània, un infant que fou assassinat segurament per instigació de Dagobert I d'Austràsia, però els senyors aquitans i gascons es van rebel·lar (632) suposadament en favor de Boggis, germà de Khilperic i el seu germà Bertran, sota la direcció d'Amand l'avi d'aquests. Aquesta rebel·lió mai va existir i el que hi va haver en data incerta entre 632 i 635 fou una altra rebel·lió nacional dels vascons; un exèrcit dirigit per Chandoí, refandari de Dagobert els va derrotar (636) però una part va aconseguir una victòria parcial al Soule, matant el capitost Arimbert i altres caps de menys importància. Després de les represàlies però, el rei va nomenar per Gascunya a un duc vascó, Aighí, segurament el mateix personatge que Aichinà.
Al 637 Fredegari esmenta com a duc de Wasconia a Ainand, però només seria una variació del nom d'Aighí i Aichinà, i no de l'inexistent Amand (Aimandus, Amandus). El 645 els vascons es van rebel·lar altra vegada, ja per última vegada. Varen ser després ducs el patrici tolosà Fèlix (cap al 660-670) i Llop I (fins vers el 676/688).

A Llop I el va succeir Eudes I, fill de Llop. Eudes vers el 692 no reconeixia cap autoritat i va fer expedicions a la Septimània visigoda, però cap al 700 es va haver de reconèixer vassall dels merovingis; revoltat altra vegada el 711 es va aliar amb els àrabs. El 731 les incursions àrabs que sembla que tenien el pas lliure per la regió (segons altres fonts Eudes va cridar a Carles Martell cansat de les incursions dels àrabs), va provocar la intervenció de Carles Martell que va guanyar l'anomenada batalla de Tours (732) que va posar fi a les incursions musulmanes.

Ducat de Gascunya (vermell) sota Odó el Gran (c. 710-740).

Eudes tenia cinc fills: Lampàgia, dona de Munusa, el governador amazic de la Marca del Nord-est d'Hispània que volia ser independent; Hunald que fou el successor; Ató, Remistan i Llop. Eudes va morir entre el 735 i el 738 i el va succeir el seu fill Hunald I associat amb el seu germà Ató (al que va encarregar el Poitou i el Llemosí).
Carles Martell va reconèixer a Hunald com a duc però aquest es va revoltar el 741 i derrotar va haver de fugir a Gascunya el 742; va passar a l'ofensiva el 743 però el 744 fou derrotat; va fer treure els ulls a sa germà Ató però es va haver de sotmetre el 745, retirant-se a un monestir (va morir a Roma el 756) però deixant el seu fill Waifré com a duc d'Aquitània i Gascunya, reconegut pel majordom merovingi Pipí el Breu, fill i successor de Carles Martell.
La pau va durar fins al 761, any en què Waifré es va revoltar; la guerra va durar set anys i el 768 Waifré fou assassinat suposadament per un emissari de Pipí el breu i el ducat fou incorporat a la Nèustria. Els vascons llavors van elegir duc a Llop II, probablement un nebot d'Hunald I (fill d'Hattó).
Cap a finals del 768 Hunald II, fill de Waifré, es va revoltar però fou derrotat el 769 per Carlemany (que havia succeït a Pipí el breu) i va haver de fugir a Gascunya; el duc gascó Llop (nomenat segurament per Carlemany el 768), per evitar la invasió de les seves terres, el va haver d'entregar al rei (769) i va ser confirmat com a duc Gascunya; Llop II hauria mort vers el 778 quan Carlemany va passar al sud, en la famosa expedició a Saragossa que va acabar a la tornada amb la batalla de Roncesvalles, en què l'exèrcit franc fou aniquilat pels vascons. Com que el seu suposat fill Sanx I Llop (o suposats fills si s'inclou Garcia LLop de filiació encara més incerta) van estar com a ostatges a la cort de Carlemany, s'ha suposat que fou Llop II qui va dirigir als vascons en la batalla de Roncesvalls; és, això no obstant, molt improbable que el duc es revoltés just quan l'exèrcit franc estava al país, i semblaria més aviat que Llop hauria mort (o hauria estat destituït) i que fou el seu fill Sanx I Llop (però ell mateix si només havia estat destituït) el que va dirigir la rebel·lió encara que segurament no la pròpia acció a Roncesvalls. Acusat Sanx I de fomentar la revolta hauria estat portat a la cort carolíngia amb els seus parents propers; o destituït o mort Llop II (en lluita contra els francs) els seus fills haurien estat agafats com a ostatges.
El 781 Aquitània fou convertida en regne i l'antic territori del ducat de Gascunya hi va quedar inclòs. El fill de Carlemany, Lluís I el Pietós fou nomenat rei. La capital era Tolosa i el comte d'aquesta ciutat tindria els poders militars del regne amb el títol de duc.
Sanç I Llop va ser fidel a Carlemany i Lluís I i el 801 va prendre part a la conquesta de Barcelona al costat del seu rei i la batalla de Conchas de Arganzón. No obstant no podia controlar el que passava a la part sud dels Pirineus, en els territoris vascons que en aquestos anys convulses van canviar de bàndol diverses vegades.
El 812 hi va haver una revolta dels vascons i Lluís I va dirigir una expedició que va arribar a terres del sud i va instal·lar o restaurar a Balaixk al-Jalaixqí, un comte fidel, a Pamplona, podent-se retirar per Roncesvalles després d'haver agafat ostatges vascons. El 814 Lluís va esdevenir emperador i va nomenar governador d'Aquitània al seu fill Pipí al que el 817 va coronar com a rei (Pipí I d'Aquitània).
Sigwinus (Ximin o Ximinus) apareix com a comte a Bordeus (la identificació de Sigwinus amb Ximin no està comprovada) i duc de Gascunya No està aclarida la posició d'aquest Sigiwinus (Seguí I) que es podria haver revoltat i estar actiu vers 812-816; després el comtat hauria passat a un noble franc, però més tard retornat al seu fill Seguí II.
Sanç I Llop va morir el 816 en combat contra els musulmans junt amb el seu probable germà Garcia I Llop (comte de Dax). La fidelitat de Sanç envers el rei franc Lluís fou un tret d'aquest duc. Un altre suposat germà, Centul també hauria mort i els seus fills i nebots de Sanç I Llop, Llop III Centul i Gàrcia I Centul haurien rebut una part del ducat (Bearn i Bigorre); el títol ducal hauria estat per Llop III que vers el 817 s'hauria revoltat; Pipí va enviar contra els rebels a Berenguer de Tolosa i Guerí d'Alvernia, i Llop fou derrotat i capturat poc després hauria estat desposseït formalment (819). Per congraciar-se amb els vascons els va donar per cap en data incerta, a Asnar (fill de Sanç I Llop) que sembla que només va portar el títol de comte de Gascunya Citerior. El 824 el va ajudar en el capgirament general al sud dels Pirineus. Durant la revolta de Pipí II d'aquitània el comtat de Bordeus devia haver retornat a la nissaga de Seguí I, en el seu suposat fill Seguí II que devia donar suport al rei rebel i potser va rebre d'aquest el títol ducal. Seguí II va morir defensant els seus comtats de Bordeus i Saintes contra els normands (845) i el va succeir Guillem de Septimània que hauria rebut els comtats de Bordeus i Agen i el títol ducal (deixant el comtat i ducat de Tolosa a Frèdol). El 848 Guillem fou fet presoner dels normands però alliberat i enviat a revoltar Septimània; el títol de duc i els comtats devien passar a Sanç II (successor del difunt Asnar el 836), per nomenament de Pipí II després del 848, potser formalment el 850 quan Guillem va morir en lluita a Barcelona.
El 836 va morir Asnar i el va succeir son germà Sanç II que el 852, acabà sent reconegut com a duc pel rei Carles II el Calb després de fer presoner a Pipí II i entregar-lo al sobirà. Sanç II va morir el 864 i el va succeir el seu nebot Arnau, fill de sa germana Sància (casada amb el comte Emmenó de Poitiers i després d'Angulema). Va morir cap al 872 i sembla que els vascons van nomenar duc a Sanç III Mitarra, mític fill del comte de Castella, en realitat més probablement un membre de la dinastia, segurament fill de Sanç II.
A la mort de Sanç III Mitarra cap al 893 el va succeir el seu fill Garcia I el Corb. Va morir cap al 926 deixant tres fills: Sanç IV, successor; Guillem, que va rebre els comtats de Fesenzac i Comtat d'Armanyac; i Arnau, que va rebre el comtat d'Astarac. A la mort de Sanç IV el fill Sanç sembla que ja havia mort sense descendència i el pare va deixar el ducat al fill segon Guillem vers el 977.
Guillem va morir el 997; va deixar cinc fills del seu enllaç amb Urraca (filla de Garcia rei de Pamplona): Bernat, Sanç, Brisca (esposa de Guillem V, comte de Poitiers, duc d'Aquitània), Garsenda i Toda (esposa de Bernat I, comte de Besalú). El fill gran es va titular duc de Gascunya i comte de Bordeus i va morir el 25 de desembre del 1009 deixant un sol fill, Guillem II, que va morir vers el 1027 sense fills.
La successió va recaure llavors en son oncle Sanç V que va morir el sense fills (tenia una sola filla) el 4 d'octubre del 1032. En aquest any el va heretar el seu nebot Odó de Poitiers, comte de Bordeus i duc de Gascunya. Va morir el 1040 i la successió va passar a Bernat Tupamaler, comte d'Armanyac, net de Brisca de Gascunya i, per tant, el descendent més directe de Guillem I segons el costum de l'època. Però el germà d'Odó, Guiu Jofré de Poitiers, duc d'Aquitània, reclamà la successió i s'apoderà del comtat de Bordeus vers el 1044 i finalment, després de guanyar la batalla de La Castella el 1063, de tot el ducat.
Guiu Jofré, que va regnar amb el nom de Guillem i fou conegut com a Guillem VIII d'Aquitània va unificar així els títols de duc d'Aquitània i de Gascunya en la mateixa persona i va fundar una dinastia que va acabar amb Elionor d'Aquitània el 1137. Elionor es va casar amb el rei Lluís VII de França i li va aportar els seus dominis però el 1152 el matrimoni fou anul·lat i es va casar amb Enric I d'Anglaterra Plantagenet passant tots els seus dominis a Anglaterra. Els reis anglesos van ser ducs d'Aquitània i Gascunya (més tard ducs de Guyena) fins que el 1453 al final de la guerra dels cent anys es va reconèixer la conquesta francesa produïda al llarg dels combats.

## Llista de ducs de Gascunya
- Genial 607-627
- Aichinà o Aighí 627-645
- Desconeguts 645-660 (Boggis i Bertran no haurien existit)
- Fèlix 660-670
- Llop I vers 670-676/688
- Eudes I 676/688-735
- Hunald I 735-745
- Ató I (associat) 735-744 (suposat origen dels comtes de La Marca de Gascunya extinta el 845)
- Waifré I 745-768
- Llop II 768-778
- Sanç I Llop 778-816 (des 812 nominal)
- Ximin o Seguí I (comte de Bordeus) 812-816/817 (rebel?), dubtós
- Llop III vers 816/817-819 (possible nebot de Sanç I Llop; origen dels comtes de Bigorra i de Bearn)
- Títol vacant 819-824
- Asnar I Sanç 824-836 comte (i no duc) de Gascunya i comte de Fezensac
- Seguí II (comte de Bordeus i Saintes) ?-845 (duc vers 839 en nom de Pipí II)
- Sanç II 836-864 (comte de Gascunya, podria haver rebut el títol de duc de Pipí II vers 848 o 850, i després de Carles II el 852)
- Guillem de Septimània 845-848 (comte de Bordeus i Agen, duc en nom de Pipí II) (+850)
- Arnau 864-872
- Sanç III Mitarra 872-893
- Garcia I el Corb 893-926
- Sanç IV 926-977
- Guillem de Fesenzac i Armanyac 926-961 (origen dels comtes d'Armanyac i Fesenzac)
- Arnau Nonat d'Astarac 926-960 (origen dels comtes d'Astarac)
- Sanç (associat) c. 950-961
- Guillem I 977-997
- Bernat 997-1009
- Guillem II 997-1027
- Sanç V 1027-1032
- Eudes de Gascunya 1032-1040
- Bernat Tumapaler 1040-1052
- Guiu Jofré (Guillem III) 1052-1086 (duc Guiu Guillem VIII d'Aquitània)
- Guillem IV el Jove 1086-1126 (Guillem IX d'Aquitània)
- Guillem V 1126-1137
- Eleonor d'Aquitània 1137-1152
- Lluís VII de França (espòs) 1137-1152
- Eleonor (segona vegada) 1152-1204
- Enric II d'Anglaterra 1152-1168 (rei d'Anglaterra)
- Ricard I Cor de Lleó 1168-1199 (rei d'Anglaterra)
- Joan sense Terra 1199-1216 (rei d'Anglaterra)
- Enric III d'Anglaterra 1216-1254 (rei d'Anglaterra)
- Eduard I d'Anglaterra 1254-1307
- Eduard II d'Anglaterra 1307-1325
- Eduard III d'Anglaterra 1325-1362
- Eduard IV d'Anglaterra 1362-1372
- Eduard III d'Anglaterra 1372-1377
- Ricard II d'Anglaterra 1377-1399
- Enric IV d'Anglaterra 1399-1413
- Enric V d'Anglaterra 1413-1422
- Enric VI d'Anglaterra 1422-1449
- A la corona francesa 1449 (1453)